# Hữu Dịch
Hữu Dịch hay Hữu Dị (有易) hay Hữu Địch (有狄) là tên một quốc gia bộ lạc từng tồn tại ở địa phận huyện Dịch, tỉnh Hà Nam từ khoảng giữa đời nhà Hạ trở về trước, không rõ nước này hình thành từ khi nào chỉ biết rằng bị diệt vong vào đời vua cuối cùng là Miên Thần.

## Thủ lĩnh Miên Thần
Miên Thần theo văn tự Giáp Cốt ghi chép là một vị vua giỏi cả văn lẫn võ, dưới thời trị vì của ông thì nước Hữu Dịch cường thịnh nhất trong tất cả những quốc gia bộ lạc tời bấy giờ. Bên cạnh ông có nước Thương cũng đang phát triển mạnh mẽ khiến ông không thể ngồi yên nhìn đối thủ lấn lướt, ông quyết định đánh úp nước này để ngặn chặn sự bành chướng của nó và giảm bớt mối lo hậu họa về sau. Miên Thần đem quân đánh úp nước Thương khiến thủ lĩnh thủ lĩnh Vương Hợi trở tay không kịp và giết chết ông này, nước Thương lúc ấy suýt bị xóa sổ trên vũ đài lịch sử. Bấy giờ có em Vương Hợi là Vương Hằng dẫn con nhỏ của anh là Thượng Giáp Vi bỏ chạy rút vào rừng tổ chức kháng chiến lâu dài chống cự Miên Thần.

## Diệt vong
Sau khi Thượng Giáp Vi lớn lên đã tìm cách thu phục nhân tâm và xây dựng lại lực lượng, dần dần thế lực lớn mạnh đã tiến hành chiến tranh với Miên Thần. Sau nhiều lần giao phong ác liệt Miên Thần cuối cùng cũng bị đánh bại, Thượng Giáp Vi giết chết Miên Thần để trả thù cho cha. Vương Hằng trao lại ngôi vị thủ lĩnh cho Thượng Giáp Vi, nước Thương từ ấy lại được trung hưng còn nước Hữu Dị đến đây thôi tồn tại.